# Eudes de Saint-Amand
Eudes de Saint-Amand  —també anomenat Odon de Saint-Amand— va ser el vuitè Gran Mestre del Temple.
Pertanyia a una família noble del Llemosí. Va marxar molt jove a Palestina, ja que quan assumeix la direcció dels templers, té en el seu haver una important carrera militar, ja que havia ocupat el càrrec de mariscal del regne i vescomte de Jerusalem. És desconeguda la data del seu ingrés al Temple i va succeir a l'efímer Philippe de Milly al capdavant de l'Ordre cap 1171. Tot i que va gaudir d'una reputació com a home sagaç i de gran coratge, el cronista Guillem de Tir el descriu així:
| « | Home roí, superb, arrogant, que respira només furor, sense temor de Déu i sense consideració cap als altres... va morir en la misèria, sense pena de ningú. | » |

Només ser elegit es va oposar al rei Amalaric I de Jerusalem al rebutjar presentar davant la justícia real al templer Gantier du Mesnil, culpable d'haver assassinat un emissari del Vell de la Muntanya. El seu enfrontament va durar fins a la mort del rei, a qui va succeir el jove i malalt Balduí IV de Jerusalem. En 1177, Saladí va llançar un raid en Ascaló amb gairebé 20.000 homes. Al punt Balduí IV es va dirigir al seu encontre amb només 3.000 infants i 375 cavallers, dels quals 80 eren templers conduïts pel seu cap. Són els templers els que se situen a l'avantguarda i carreguen atropellant a les primeres línies del sultà Ayub.
| « | L'àngel exterminador semblava seguir en la baralla. | » |

La batalla d'Ascaló (18 de novembre de 1177) va ser una gran victòria dels cristians aconseguida en part gràcies a l'ímpetu i la fúria de la càrrega dels templers. No obstant això, l'any següent, mentre l'exèrcit construïa un fort sobre el riu Jordà, va ser sorprès per Saladí (batalla del gual de Jacob). Mentre els cavallers es desbanden, només resisteixen els templers, igual que els hospitalaris, i tots sucumbeixen a excepció de Eudes de Saint-Amand. El sultà vol intercanviar per un dels seus nebots presoner de l'Ordre, però el Gran Mestre, que rebutja l'oferta, li respon:
| « | Jo no puc autoritzar amb el meu exemple la covardia dels meus cavallers que es deixarien prendre amb l'esperança de ser rescatats. Un templer ha de vèncer o morir, i no pot donar per la seva rescat altra cosa que no sigui sinó el seu punyal i el seu cinturó. | » |

Portat el captiveri, morí a Damasc el 19 d'octubre de 1179, el que és confirmat pel registre de Reims.